# Pierre Montet
Pierre Montet (ur. 27 czerwca 1885 w Villefranche-sur-Saône, zm. 19 czerwca 1966 w Paryżu) – francuski egiptolog. 
Studiował na Uniwersytecie w Lyonie pod kierunkiem Victora Loreta. Był w latach1919-1948 profesorem egiptologii na Uniwersytecie w Strasburgu, a później w latach 1948-1956 profesorem w Collège de France.
W latach 1921–1924 prowadził prace wykopaliskowe w Byblos, na terenie dzisiejszego Libanu. Od 1929 do lat 50. prowadził badania w Tanis. Dokonał tam odkrycia nekropoli z czasów XXI i XXII dynastii. W sezonie wykopaliskowym 1939–1940 odkrył nienaruszone grobowce trzech władców: Psusennesa I, Amenemope i Szeszonka II. Odkrył również częściowo ograbiony grobowiec Takelota I oraz całkowicie obrabowany grobowiec Osorkona II i jego syna Hornachta. Odkrycia te pod każdym względem były porównywalne z odkryciem grobowca Tutanchamona w Dolinie Królów. Wybuch II wojny światowej przerwał prace w Tanis. Po jej zakończeniu, Montet powrócił do swych prac w Tanis, odkrywając nienaruszony grobowiec generała Wendżebaendżed, jednego z wysokich rangą dowódców z czasów panowania Psusennesa I. 

## Publikacje wydane w Polsce
- Życie ciedzienne w Egipcie w epoce Ramessydów (XIII-XII w. p.n.e.), tłum. E. Bąkowska, Warszawa 1964
- Egipt i Biblia, Warszawa 1950